# Catí
Catí là một đô thị trong tỉnh Castellón, Cộng đồng Valencia, Tây Ban Nha. Đô thị Catí có diện tích 102,3 km², dân số theo điều tra năm 2010 của Viện thống kê quốc gia Tây Ban Nha là 863 người. Đô thị Catí nằm ở khu vực có độ cao 661 mét trên mực nước biển.